# Bergwiesen um Neustadt a. Rstg. und Kahlert
Bergwiesen um Neustadt a. Rstg. und Kahlert este o arie protejată (arie specială de conservare — SAC, sit de importanță comunitară — SCI) din Germania întinsă pe o suprafață de 260 ha, integral pe uscat.

## Localizare
Centrul sitului Bergwiesen um Neustadt a. Rstg. und Kahlert este situat la coordonatele 50°34′45″N 10°55′48″E / 50.5792°N 10.93°E.

## Înființare
Situl Bergwiesen um Neustadt a. Rstg. und Kahlert a fost declarat sit de importanță comunitară în iunie 2004 pentru a proteja 6 specii de animale. Situl a fost protejat și ca arie specială de conservare în iulie 2008.

## Biodiversitate
Situată în ecoregiunea continentală, aria protejată conține 7 habitate naturale: Lacuri eutrofice naturale cu vegetație de tip Magnopotamion sau Hydrocharition, Lacuri și iazuri distrofice naturale, Cursuri de apă de la nivel de câmpie la nivel montan, cu vegetație Ranunculion fluitantis și Callitricho-Batrachion, Formațiuni ierboase bogate în specii de Nardus, dezvoltate pe substraturi silicioase în zone montane (și în zone submontane, în Europa continentală), Liziere de ierburi înalte hidrofile de câmpie și de nivel montan până la alpin, Fânețe montane, Mlaștini turboase de tranziție și turbării mișcătoare.
La baza desemnării sitului se află mai multe specii protejate:
- păsări (4): fâsă de luncă (Anthus pratensis), cristeiul de câmp (Crex crex), becațină comună (Gallinago gallinago), mărăcinar (Saxicola rubetra)
- mamifere (2): liliac cârn (Barbastella barbastellus), liliac comun (Myotis myotis)

Pe lângă speciile protejate, pe teritoriul sitului au mai fost identificate 11 specii de plante, 2 specii de mamifere, 2 specii de nevertebrate.